# François Bayrou
François Bayrou (en occità, Francés Vairon) (Bordèras, 25 de maig de 1951) és un polític francès de Bearn, actual primer ministre de França i president del Moviment Demòcrata. Fou el darrer president de la UDF i candidat a les eleccions presidencials franceses de 2007. També ha ostentat diversos càrrecs ministerials i ha estat alcalde de Pau (Occitània). Bayrou, que parla la variant bearnesa de l'occità, s'ha pronunciat més d'una vegada a favor del programari lliure i de les llengües «regionals» de França.

## Biografia
Bayrou va néixer el 25 de maig de 1951 a Bordères, Pirineus Atlàntics, un poble situat entre Pau i Lorda. És fill de l'agricultor Calixte Bayrou (1909–1974), alcalde del MRP de Bordères de 1947 a 1953, i d'Emma Sarthou (1918–2009). Bayrou té ascendents principalment occitans, excepte del costat de la seva àvia materna, que és irlandesa.
Quan Bayrou era jove, va desenvolupar un tartamudeig que el va portar a assistir a logopèdia durant set anys. Primer va anar a l'institut a Pau, abans de traslladar-se a Bordeus. Va estudiar literatura a la universitat i, als 23 anys, va assistir a l'agrégation, el nivell de qualificació més alt per als professors de secundària i universitats de França. Al mateix temps, el seu pare va morir en un accident de tractor.
Bayrou es va casar el 1971 amb Élisabeth Perlant, també coneguda com "Babette". Ell i Perlant tenen cinc fills, Hélène, Marie, Dominique, Calixte i Agnès. Els nens es van criar a la granja on va néixer Bayrou i actualment Bayrou hi viu amb Perlant.
Abans d'embarcar-se en la seva carrera política, Bayrou va ensenyar història a Bearn, als Pirineus francesos. És autor de diversos llibres sobre política i història, inclòs un sobre el rei Enric IV de França. L'afició de Bayrou és criar cavalls. Encara que és catòlic romà practicant, dona ferm suport al sistema laic de França.

## Carrera política

### Primers passos en política: 1982–2002
En la joventut de Bayrou, va ser actiu en moviments no-violents i va seguir al deixeble de Mohandas Gandhi, Lanza del Vasto.
Bayrou, membre del Centre dels Demòcrates Socials (CDS), l'ala cristianodemòcrata de la confederació de la Unió per la Democràcia Francesa (UDF), va ser elegit membre del Consell General del departament dels Pirineus Atlàntics l'any 1982 al cantó de Pau. Sud, després l'Assemblea Nacional francesa quatre anys més tard. Després de la victòria de la coalició RPR /UDF a les Eleccions legislatives franceses de 1993, va esdevenir ministre d'Educació al gabinet dirigit per Édouard Balladur. En aquest càrrec, va proposar una reforma que permetés a les autoritats locals subvencionar les escoles privades, la qual cosa va provocar protestes massives i va ser anul·lada pel Consell Constitucional.
El 1989, després de mals resultats tant a les eleccions municipals com a les eleccions al Parlament Europeu, Bayrou i dotze parlamentaris de centredreta més, entre els quals Philippe Séguin, Michel Noir, Alain Carignon, Étienne Pinte, Michel Barnier, François Fillon, Charles Millon, Dominique Baudis, François d'Aubert, Philippe de Villiers i Bernard Bosson van exigir una reforma del sistema a la RPR i l'UDF, criticant els polítics més destacats d'aquests partits, entre els quals l'expresident Valéry Giscard d'Estaing i el primer ministre Jacques Chirac. Van demanar la formació d'un nou partit de dreta per unir l'UDF i l'RPR en una sola entitat. Les diferències ideològiques entre els membres d'aquest grup van fer que els membres se n'anessin, tot i que d'Estaing va donar suport a Bayrou per convertir-se en secretari general de la UDF el 1991.
Tot i donar suport a la candidatura d'Édouard Balladur a les eleccions presidencials franceses de 1995, Bayrou va romandre ministre d'Educació després de l'elecció de Jacques Chirac i la formació d'un nou govern encapçalat per Alain Juppé. Després de la majoria de l’esquerra plural a les eleccions legislatives franceses de 1997, Bayrou va tornar a l'oposició i va esdevenir president de l'UDF el 1998, transformant-la en un partit unificat en lloc d'una unió de partits més petits.

### Posicionament de la UDF com a partit centrista: 2002–2007
L'any 2002 François Bayrou va rebutjar les propostes de fusionar l'UDF amb el Rally for the Republic (RPR), en una nova entitat que després esdevingué la Unió per un Moviment Popular (UMP). Com a conseqüència, molts membres de la UDF van marxar per incorporar-se a la UMP.
Bayrou va ser cada cop més crític amb la direcció presa pel govern liderat per l'UMP, que va descriure com desconnectat amb el francès mitjà. Ha denunciat el sistema bipartidista de facto, en el qual s'alternen el Partit Socialista i el RPR (més tard UMP). En canvi, Bayrou va demanar un sistema pluralista en què també hi contribuïssin altres partits.
El 16 de maig de 2006, Bayrou va donar suport a una moció de censura patrocinada pels diputats socialistes que demanava la dimissió del govern del primer ministre Dominique de Villepin després de l’afer Clearstream. Com que l'UMP de De Villepin tenia majoria absoluta a l'Assemblea Nacional, la moció va fracassar. Després del suport de Bayrou a aquesta mesura, l'autoritat televisiva francesa el va classificar com a membre de l'oposició parlamentària a efectes de cronometratge. Tanmateix, després que Bayrou protestés, no va ser classificat com a membre ni de la majoria ni de l'oposició.

### Segona campanya presidencial: 2007

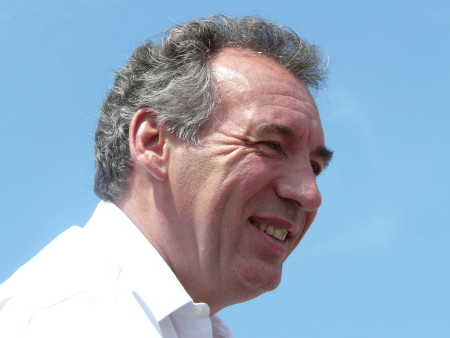
François Bayrou el 2008.

François Bayrou anuncia la seva candidatura per a les eleccions presidencials de primavera de 2007 el 2 de desembre de 2006 a Sent Julhan de Sèrras a la seva circumscripció dels Pirineus Atlàntics. Els enquestadors li atribueixen un 8 % d'intenció de vot al desembre, a partir del 10 % a mitjans de gener de 2007, el 12 % a finals de gener, a partir del 13 % a mitjans de febrer, a partir del 19 % a finals de febrer, i a partir del 22 % a la primera quinzena de març. Aleshores es treballa amb la hipòtesi d'anar a la segona volta en detriment de la socialista Ségolène Royal.
Al febrer-març de 2007, diversos candidats potencials i altres personalitats es van reunir amb François Bayrou: el president del Partit Federalista Christian Chavrier; la presidenta del partit ecologista Cap21 Corinne Lepage; Édouard Fillias d’Alternativa Liberal; Antoine Waechter, president del Moviment Ecologista Independent; Nicolas Miguet del Rassemblement de contribuents francesos; els ministres delegats del govern de Villepin, tots dos UMP, Azouz Begag i François Goulard. El març de 2007, François Bayrou va publicar el seu Projet d'espoir amb Plon, que va ser el llibre polític més venut durant el període (370.000 exemplars en dos mesos).
No obstant això, els mesos de març i abril, el candidat de l'UMP i favorit de l'enquesta, Nicolas Sarkozy, va rebre el suport de diversos membres o figures històricament properes a la UDF: Valéry Giscard d'Estaing, fundador del partit el 1978, que acusa François Bayrou de «mantenir la incertesa, flotar en el buit entre polítiques òbviament diferents»; Simone Veil, que afirma que Bayrou és «el pitjor de tots» i que la seva candidatura és «una farsa»; Gilles de Robien; Andre Santini, etc. El candidat centrista reacciona davant aquestes desercions denunciant un «col·lecció esgotada d'elegits».«Bayrou: Une collection d'élus épuisés».   Le Journal du dimanche, 18-04-2007.</ref>
El 13 d'abril de 2007, pocs dies abans de la primera volta, Michel Rocard, els familiars del qual ja havien cridat a votar Bayrou (col·lectius «Espartac» i «els Gracchi») demana una aliança entre la UDF, el PS i Les Verts. El segueixen Bernard Kouchner, després Claude Allègre i Daniel Cohn-Bendit. Ségolène Royal jutja la proposta «barroca» i François Hollande, primer secretari del Partit Socialista, ho considera inconcebible.
Al febrer-març del 2007, les enquestes el mostren a l'alça, frec a frec amb Ségolène Royal, amb més del 20 % d'intenció de vot. Al mateix temps, afirma que condemna «alt i clar […] l'intervencionisme de Nicolas Sarkozy […] a les redaccions» i així «la informació està bloquejada». El llibre d'investigació del periodista d'investigació Jean-Baptiste Rivoire (L'Élysée et les oligarques contre l'info, 2022) va en aquesta direcció.
A la fi de la primera volta quedaria tercer amb un 18,57% del total dels vots emesos (uns sis milions d'electors), fet que no li va possibilitar de passar a la segona volta, però que el feia imprescindible per als dos principals candidats, Nicolas Sarkozy i Ségolène Royal, de cara a obtenir el suport del seu electorat; però, el candidat centrista va decidir donar pas suport explícit a cap de les dues candidatures alhora que anunciava la creació d'un nou partit. En compliment de la llei electoral es va haver de suspendre un debat televisat entre Ségolène Royal i Bayrou, fet que acostava cada vegada més les postures d'ambdós concurrents. Després d'un altre debat televisat entre els dos presidenciables, François va declarar que no votaria el candidat conservador, si bé es decantava pas a favor de la candidata socialista; ella, però, interpretava que el bearnès li donava el seu suport.
El 25 d'abril de 2007, anuncia que no dona cap instrucció de votació per a la segona volta, però declara que accepta el debat públic que li va oferir Ségolène Royal, i afegeix que estava disposat a fer el mateix amb Nicolas Sarkozy, una proposta que aquest rebutja. El debat que proposa Ségolène Royal sobre les convergències i divergències entre els seus projectes polítics és el primer debat públic que reuneix, entre les dues voltes d'una presidencial, dues personalitats, una de les quals és present a la segona volta i l'altra no. La premsa diària regional, i després Canal+, es neguen a organitzar aquest debat (indicant que volen respectar les instruccions del CSA sobre la igualtat dels temps de paraula dels dos finalistes). François Bayrou parla en aquest sentit de la pressió exercida pel candidat de l'UMP i el seu entorn als mitjans amb l'objectiu d'evitar aquest debat. L'enfrontament té lloc finalment el 28 d'abril de 2007, emès per BFM TV i RMC.
La setmana següent, l'endemà del debat televisat entre Nicolas Sarkozy i Ségolène Royal, François Bayrou va confirmar que no votaria Nicolas Sarkozy 6 de maig, sense dir si escollirà Ségolène Royal, si votarà en blanc o si s'abstindrà. Tres anys després, el desembre 2010, va confessar haver votat en blanc. Segons els instituts de sondeig TNS Sofres i Ipsos, a la segona volta de les eleccions, el 40 % dels seus votants haurien votat per Nicolas Sarkozy, un 40 % per a Ségolène Royal i un 20 % de vot en blanc, nul o abstenció.

### Sota la presidència de Nicolas Sarkozy (2007-2012)

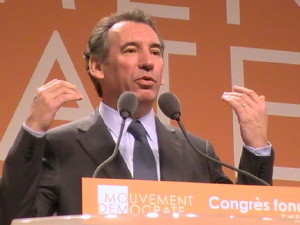
François Bayrou al congrés fundacional del Moviment Demòcrata, el 2007.

Candidat a les eleccions presidencials de 2012En línia amb l'anunci de François Bayrou durant la campanya presidencial, el consell nacional de la UDF vota, el 10 de maig de 2007 a la Mutualité, una moció per a la creació del Moviment Demòcrata (MoDem), quasi per unanimitat. Aleshores, el MoDem apareix com el successor del nascut mort " Partit Demòcrata" (PD), el naixement del qual François Bayrou havia anunciat el 25 d'abril. El nou moviment afirma clarament ser un partit d'oposició al poder del nou president Nicolas Sarkozy.
Molts diputats sortints de la UDF van rebutjar aquesta nova estratègia i es van apropar a la majoria presidencial durant aquestes eleccions. Reunits pel nou ministre de Defensa Hervé Morin, expresident del grup UDF a l'Assemblea, van fundar el Nou Centre, una formació que es diu de centredreta i de tradició de la UDF.
François Bayrou, reelegit diputat dels Pirineus Atlàntics, veu que la majoria dels seus antics companys el deixen pel Nou Centre: només tres diputats sortints més es presenten sota l'etiqueta UDF-MoDem, però dos d'ells (Gilles Artigues i Anne-Marie Comparini) són derrotats. Jean Lassalle va ser reelegit després de l'únic triangular del país i el MoDem també té un nou càrrec electe a Mayotte (Abdoulatifou Aly).
Just abans de la creació oficial del MoDem, el desembre de 2007, va registrar la desafecció mediàtica de Jean-Marie Cavada, considerat fins aleshores un dels seus principals lloctinents. Aquest, en obtenir el cap de llista del 12 arrondissement de París, s'incorpora a la llista de la candidata de l'UMP a l'alcaldia de París Françoise de Panafieu. Bayrou és elegit president del MoDem el 2 de desembre de 2007, amb el 96,8 % dels vots.

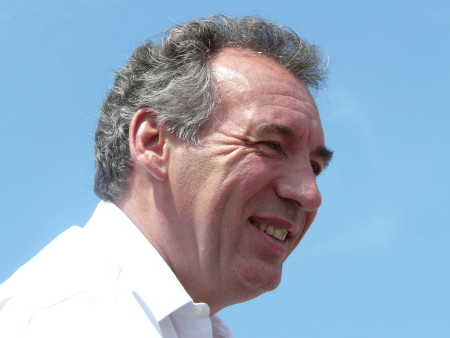
François Bayrou el 2008.

El 16 de novembre de 2007, anuncia la seva voluntat de liderar una llista per a les eleccions municipals de Pau. Va faltar per poc a la seva elecció com a alcalde de Pau en aconseguir el 38,81 % dels vots a la segona volta el 16 de març de 2008, perdent per 342 vots contra la candidata socialista Martine Lignières-Cassou (39,76 %) en un total de més de 36.000 vots. El candidat investit per la UMP Yves Urieta, alcalde sortint (ex-PS) que es va quedar a la segona volta obté el 21,42 % de vots (en contra del 27,8 % a la primera volta), provocant en part la derrota del president del MoDem.
Les desercions van continuar, així com les crítiques a la seva manera de gestionar el MoDem, acusat de ser només un trampolí per a les seves ambicions presidencials. Així Jean Arthuis, l'abril de 2008, declara sobre François Bayrou que «no es dirigeix un partit com una secta». L'eurodiputat Thierry Cornillet, per la seva banda, va descriure com «suïcida» la política del president del MoDem i va afegir que aquest últim « sacrificà els seus càrrecs electes per una quimera presidencial». Desitjós de demostrar la marginalitat d'aquestes desercions i de reafirmar la seva autoritat davant les crítiques internes, François Bayrou va proposar sotmetre al vot dels membres una aportació, és a dir, una declaració de principis sobre l'orientació política del MoDem, en què defensa la seva estratègia d'independència. Thierry Cornillet (amb el suport dels senadors Yves Détraigne, Françoise Férat, Philippe Nogrix i Catherine Morin-Desailly) havent renunciat a presentar una contribució, només el text del president del MoDem va ser recomanat als membres durant la darrera setmana de juny de 2008: va obtenir l'aprovació del 98 % de votants.
Durant les eleccions europees de 2009 va fer campanya contra les orientacions de José Manuel Durão Barroso, a qui considerava «a la nòmina d'Amèrica». Amb això en ment, dona suport a les candidatures de Guy Verhofstadt o Mario Monti a la presidència de la Comissió Europea. Durant un debat televisat el dijous 4 de juny de 2009 l'oponent al cap de llista dels Verds Daniel Cohn-Bendit, va tenir acalorats intercanvis amb aquest últim. Tres dies després, el 7 de juny de 2009, les llistes «Demòcrates per Europa» obtenien un 8,46 % (4t lloc darrere d'Europa Ecologia, acreditat amb el 16,28 %, el Partit Socialista, amb un 16,48 %, i l'UMP, amb un 27,88 %) i sis escons al Parlament Europeu, un resultat molt inferior a la que va aconseguir la Unió per a la Democràcia Francesa (UDF) el 2004.
Poc abans de les Eleccions regionals franceses de 2010, el Moviment Demòcrata va haver d'enfrontar-se a diverses desercions i crítiques dels seus membres. Al mateix temps, les intencions de vot a favor del MoDem s'esfondren. Les llistes del partit finalment recullen un 4,20 % a nivell de tota França.
Va ser reelegit president del Modem el 12 de desembre de 2010, amb el 94,69 % dels vots, després el 16 de gener de 2014, amb el 86,98 % dels vots.

### Candidat a les eleccions presidencials de 2012
François Bayrou anuncia el 7 de desembre de 2011 la seva candidatura a les eleccions presidencials de 2012, declarant presentar-se com a «home lliure».
A finals de 2011 i principis de 2012 s'hi van unir diversos exministres chiraquians i personalitats de centredreta, com ara l'ex UDF Jean Arthuis, Alain Lambert, Anne-Marie Idrac, Bernard Bosson, Pierre Albertini o Philippe Douste-Blazy. François Bayrou també va rebre el suport d'una vintena de senadors diferents de la dreta i de diversos parlamentaris villepinistes a principis del 2012, com Yves Pozzo di Borgo. L'antic cap de campanya web de Nicolas Sarkozy el 2007, membre del Partit Liberal, Arnaud Dassier, també va anunciar el seu suport. L'11 d'abril de 2012 també va rebre el suport d'una quarantena de personalitats gaullistes i villepinistes.
Subratlla el que ell anomena «produir a França i consumir a França», la reducció del deute pel control de la despesa, l'educació en voler fer un esforç particular en el «fonamentals» a primària (llegir, escriure, comptar), defensant especialment l'ús del càlcul mental, i de nou la reforma de les institucions, prometent l'organització d'un referèndum sobre la qüestió al mateix temps que la primera volta de les eleccions legislatives del juny de 2012.
Després d'una entrada a la campanya durant la qual el candidat veu una duplicació de les intencions de vot al seu favor, el 4 de març de 2012 es troba en una enquesta en tercer lloc, empatat amb Marine Le Pen al 15 %, abans de veure com les intencions de vot disminueixen progressivament.
Amb un total del 9,13 % de vots (3.275.122 vots) a la primera volta, va quedar cinquè en aquestes eleccions presidencials darrere de Marine Le Pen i Jean-Luc Mélenchon, molt per sota de la del 2007 (18,57 %) però per sobre del 2002 (6,84 %).
Després de la seva eliminació, va escriure una carta pública als dos candidats de la segona volta, Nicolas Sarkozy i François Hollande, qüestionant-los sobre els seus programes per tal que, possiblement, es manifestessin a favor de donar suport o prendre posició per a la segona volta. El 3 de maig de 2012 anuncia que votarà personalment François Hollande sense, tanmateix, donar instruccions de vot als seus votants. Aquesta decisió li va valer les crítiques de la dreta i de diversos centristes.

### Sota la presidència de François Hollande (2012-2017)
Candidat a la seva reelecció a les eleccions legislatives de juny de 2012 a la segona circumscripció dels Pirineus Atlàntics, François Bayrou va quedar segon a la primera volta amb 23,63. % de vots emesos. En un triangular que l'oposa a la candidata socialista Nathalie Chabanne (34,90 % a la primera volta) i el candidat de la UMP Éric Saubatte (21,72 % a la primera ronda), només aconsegueix un 30,17 % de vots emesos enfront del 42,78 % a Nathalie Chabanne, electa, 27,04 % per a Eric Saubatte.
El 5 de novembre de 2013, com a president del MoDem, va signar amb Jean-Louis Borloo, president de la Unió de Demòcrates i Independents (UDI), una carta que unia els seus dos partits dins d'una plataforma política comuna, L'Alternative, amb l'ambició de liderar comuna. llistes a les eleccions nacionals, europees i regionals així com per organitzar una primària comuna per als partits centristes de cara a les eleccions presidencials de 2017. No obstant això, aquest projecte sembla aturat per la retirada de Jean-Louis Borloo de la vida política; el seu successor, Jean-Christophe Lagarde, més aviat afavoreix les aliances amb la dreta de Nicolas Sarkozy. La majoria de vegades, el MoDem acaba unint-se a aquestes aliances amb la dreta.
El setembre del 2013 va anunciar la seva intenció de tornar a presentar-se a l'alcaldia de Pau el 2014. Gaudeix del suport de l'UMP, que no presenta cap candidat en contra seu. La llista que constituirà inclourà certs representants de l'UMP, entre els quals Eric Saubatte, el seu antic opositor a les eleccions legislatives del 2012.
El 23 de març de 2014, la seva llista és de 41,9 % dels vots a la primera volta després, el 30 de març, 62,6 % de vots en contra 37,4 % al liderat pel diputat socialista David Habib. Va ser escollit alcalde de Pau el dia 4 d'abril de 2014. El 14 d'abril següent va ser elegit president de la comunitat d'aglomeració Pau-Pyrénées amb 42 vots (2 empats i 21 blancs) pels 65 electes inscrits en representació dels 14 municipis de l'aglomeració.
Un àvid lector de Charles Péguy, va parlar el gener de 2014 al simposi sobre «Pensament polític actual de Charles Péguy».

### Aliança amb Emmanuel Macron i l'efímer ministre de Justícia (2017)
Poc després de l'anunci de la candidatura d'Alain Juppé a les primàries de dreta i centre de cara a les eleccions presidencials de 2017, François Bayrou va anunciar el seu suport a l'alcalde de Bordeus, alhora que es va negar a implicar oficialment el MoDem a les primàries, per tal de poder bloquejar Nicolas Sarkozy si finalment era nomenat candidat. Després de la gran victòria de François Fillon, que esdevingué així el candidat dels republicans i els seus aliats en la carrera pel Palau de l'Eliseu, Bayrou va negar haver conclòs un acord amb aquest.
Preguntat per la candidatura d'Emmanuel Macron, president del moviment En Marche que com ell vol superar la divisió dreta-esquerra, el 7 de setembre de 2016, creu que això està en la línia de Sarkozy el 2007 i Dominique Strauss-Kahn el 2012, acusant «el món dels grans interessos i el dels diners» estar darrere de la seva candidatura. Aquesta relació li sembla incompatible amb la «imparcialitat que exigeix la funció política i anuncia que ell « liderarà la batalla perquè no sigui així».
No obstant això, en un comunicat a la premsa el 22 de febrer de 2017 respecte a la seva decisió de cara al proper termini electoral, François Bayrou considera que França és «descompon» i proposa una aliança amb Emmanuel Macron per no córrer el risc de dispersar els vots. Planteja quatre requisits per a aquesta proposta (és a dir, una alternança real de les pràctiques polítiques, una llei de moralització de la vida pública, la millora de la remuneració laboral i la introducció de la representació proporcional per a les eleccions legislatives). Emmanuel Macron accepta immediatament la seva proposta. La decisió del president del Mòdem és tanmateix criticada pels càrrecs electes de dreta i esquerra, en particular per l'incoherència amb les seves declaracions passades pel que fa a l'antic ministre d'Economia.
Durant l'interval entre les dues voltes de les eleccions presidencials, ha criticat la concentració de Nicolas Dupont-Aignan al FN de Marine Le Pen, ella mateixa opositora d'Emmanuel Macron a la segona volta de les eleccions. El 28 d'abril de 2017, descriu aquesta aliança com a «vergonya immensa», posant en dubte el gaullisme del president de Debout la France.
Després de la publicació per part de La República en Marxa  de la llista dels seus candidats a les eleccions legislatives, va expressar la seva decepció i va declarar que «no és en cap cas aquell al qual el MoDem ha donat el seu consentiment». S'havia acordat amb Emmanuel Macron, a canvi del seu suport a les eleccions presidencials, que es reservaran 120 circumscripcions per als membres mòdems, però només se'ls oferirien 30 després de les eleccions.
El 17 de maig de 2017, François Bayrou va ser nomenat Ministre d'Estat, Guardià dels Segells, Ministre de Justícia en el govern d'Édouard Philippe.
Segons la informació de Le Canard enchaîné, l'ajudant parlamentari de Marielle de Sarnez era en realitat el secretari particular de François Bayrou i, per tant, va ser pagada pel Parlament Europeu per un Treball fictici. Bayrou ho negà però els testimonis citats i Corinne Lepage confirmaren el caràcter fictici d'aquesta feina i posen en dubte un sistema de llocs de treball ficticis creat pel Moviment Demòcrata (MoDem) al Parlament Europeu per remunerar el seu personal amb diners públics. Una investigació de France Info cità una dotzena d'empleats de mòdem pagats com a assistents parlamentaris. François Bayrou va trucar personalment a un funcionari de la ràdio per queixar-se de la investigació i fou criticat pel primer ministre Édouard Philippe. En aquestes condicions, anuncià el 21 de juny que no formarà part del Segon govern Philippe, Es substituït per Nicole Belloubet, després de només 35 dies a la cancelleria.

### Després del govern (des del 2017)
L'únic candidat per a la seva successió a la presidència del MoDem, François Bayrou va ser reelegit el 15 de desembre de 2017, amb el 93,8. % de vots. Un moment considerat com a cap de llista LREM-MoDem per a les eleccions europees de 2019, es nega a ser candidat en aquestes eleccions, al·legant desitjar la «renovació».
El 6 de desembre de 2019, al final d'una vista de gairebé deu hores al jutjat de París, François Bayrou és acusat de «complicitat en la malversació de fons públics» en l'afer dels parlamentaris europeus del partit centrista. Diversos executius del MoDem també estan sota investigació, entre ells Sylvie Goulard, Michel Mercier i Marielle de Sarnez. Afeblit quan feia temps que defensava l'ètica en política, François Bayrou va descartar dimitir de l'ajuntament de Pau.
A la primera volta de les eleccions municipals franceses de 2020 la llista que lidera a Pau arriba primer amb 45,8 % de vots. Guanya per un segon mandat el 28 de juny de 2020 amb un 55,5 % de vots emesos, enfront del 44,5 % per la Divers gauche Jérôme Marbot. En el procés, va ser reelegit president de la comunitat urbana Pau Béarn Pyrénées.
El setembre de 2020, va ser nomenat Alt Comissionat de Planificació, exercint les seves funcions gratuïtament. Segons Le Monde, aquest càrrec l'ocupa poc, però sobretot li permet mantenir la influència en l'entorn d'Emmanuel Macron.
Tres mesos després, al desembre, va ser reelegit president del MoDem amb el 96 % dels vots emesos.
El 27 de febrer de 2022 anuncia que patrocinarà Marine Le Pen per a les eleccions presidencials «per salvar la democràcia».
El 3 de maig de 2022 considera que l'acord assolit per la Nova Unió Popular Ecològica i Social és «un esdeveniment extremadament trist»; en concret, assenyala amb el dit el principi de desobediència a la Unió Europea previst a l'acord que, segons ell, portaria a «la fi d'Europa», així com la voluntat de Jean-Luc Mélenchon de «sortir de l'OTAN».

### Primer ministre
Després de la caiguda del govern de Gabriel Attal en una moció de censura, el 13 de desembre de 2024 el president Emmanuel Macron el va nomenar com a quart primer ministre de França de 2024 per treure el país de la crisi política i pressupostària, renovant la coalició entre Junts i Els Republicans. Va haver d'aprovar el pressupost de 2025, motiu per al qual va haver d'enfrontar-se a una moció de censura presentada per La França Insubmisa (LFI).  A la primavera d'aquest any, la seva implicació en l'afer Bétharram sembla fer trontollar la seva estabilitat a l'hôtel Matignon.
Després de les protestes de Nova Caledònia de 2024, el juliol del 2025 el president Macron i el primer ministre  Bayrou van acordar un principi d'acord per la creació d'un estat de Nova Caledònia reconegut dins la constitució francesa, un estat que podria ser reconegut internacionalment. Manuel Valls va ser el representant del govern francès en les negociacions amb els representants de Nova Caledònia, un acord que requereix l'aprovació de les dues cambres del parlament francès i ser sotmès a referèndum als neocaledonians el 2026.

### Blocosfera
- L'home tranquil en Les presidencials franceses de mésVilaWeb